# Рытанский сельсовет
Рытанский сельсовет (бел. Рытанскі сельсавет; до 2013 года Кемелишковский сельсовет) — административная единица на территории Островецкого района Гродненской области Белоруссии. Административный центр — агрогородок Рытань.

## История
В 2013 году в состав сельсовета вошли 25 населённых пунктов упразднённого Подольского сельсовета.

## Состав
Рытанский сельсовет включает 81 населённый пункт:
- Аели — хутор
- Алекса — хутор
- Апушины — деревня
- Бабинишки — хутор
- Барани — деревня
- Белая Вода — деревня
- Болоша — хутор
- Большие Свирянки — деревня
- Большие Свиряны — деревня
- Борово — хутор
- Бояры — хутор
- Бразиня — деревня
- Буйки — деревня
- Бутюрмы — деревня
- Вартачи — хутор
- Верделишки — хутор
- Ворзяны — деревня
- Гадилуны — деревня
- Гваздикяны — деревня
- Гольнишки — хутор
- Давтюны — деревня
- Дворчище — деревня
- Дравнели — деревня
- Дуда — деревня
- Дудка — хутор
- Жусины — деревня
- Замечек — хутор
- Изори — хутор
- Каменичник — хутор
- Кемелишки — агрогородок
- Клеватишки — хутор
- Кореняты — деревня
- Кукенишки — хутор
- Курницки — деревня
- Кутишки — хутор
- Левелишки — хутор
- Литвяны — хутор
- Литвяны — деревня
- Малиновка — хутор
- Малые Свиряны — деревня
- Малые Свирянки — деревня
- Мартиново — хутор
- Маргельки — хутор
- Мачулы — хутор
- Молярка — хутор
- Моргелы — хутор
- Мужилы — деревня
- Некрашуны — деревня
- Падюжа — хутор
- Панарцы — деревня
- Парцель-Поляны — деревня
- Перевозники — деревня
- Пинанишки — деревня
- Плехоти — деревня
- Подлипяны — деревня
- Подольцы — агрогородок
- Поедунья — хутор
- Поляны — деревня
- Попишки — деревня
- Поселище — хутор
- Потока — хутор
- Прены — деревня
- Роди — хутор
- Ройстишки — хутор
- Рудишки — деревня
- Рудишки — хутор
- Рытань — агрогородок
- Савишки — деревня
- Стаскелы — деревня
- Стипины — деревня
- Стрипуны — деревня
- Таборы — хутор
- Талюшаны — хутор
- Тарковщина — хутор
- Третьяки — деревня
- Трокище — хутор
- Хмеляны — хутор
- Чехи — деревня
- Шадюны — деревня
- Юзефполье — деревня
- Ясень — деревня

Упразднённые населённые пункты на территории сельсовета: хутора Болошинка, Нотно, Поплоцк, Усвять.